# Ротари маратон
Ротари маратон е ежегоден маратон, който се провежда около яз. „Батак“. Маратонът традиционно се провежда на 22 септември - Деня на независимостта. Състезанието стартира за пръв път през 2006 г. Организатори са ротари клуб Пазарджик, съвместно с Ротари клуб Велинград, Ротари клуб „Бесапара“ – Пазарджик и Ротари клуб Панагюрище. Състезателните дистанции са 5 км, 10 км, 20 км и 41 км. За всяка дистанция има контролни времена 5 км – 00:40 часа; 10 км – 01:20 часа; 20 км – 03:10 часа; 41 км – 06:00 часа.
Стартът на маратона се намира в планинския курорт Цигов чарк.
За участие в класическата дистанция се изисква медицинско удостоверение, за по-късите дистанции няма подобно изискване.